# 第31回全日本大学サッカー選手権大会
第31回全日本大学サッカー選手権大会は1982年12月8日から12月11日にかけて開催された全日本大学サッカー選手権大会である。国士舘大学が初優勝を果たした。

## 概要
9地域の代表11校と総理大臣杯全日本大学サッカートーナメント優勝校が参加した。

### 大会日程
- 1982年12月8日 - 1回戦
- 1982年12月9日 - 準々決勝
- 1982年12月10日 - 準決勝
- 1982年12月11日 - 決勝、三位決定戦

### 開催競技場
- 西が丘サッカー場（1回戦・準々決勝・準決勝・決勝）
- 駒沢競技場（1回戦・準々決勝）

## 出場大学
- 法政大学（総理大臣杯優勝・2年ぶり13回目）
- 札幌大学（北海道代表・15年連続15回目）
- 東北大学（東北代表・10年ぶり2回目）
- 国士舘大学（関東第1代表・3年ぶり2回目）
- 早稲田大学（関東第2代表・2年連続13回目）
- 福井工業大学（北信越代表・初）
- 愛知学院大学（東海代表・4年連続5回目）
- 大阪商業大学（関西第1代表・3年連続14回目）
- 大阪体育大学（関西第2代表・7年連続7回目）
- 岡山大学（中国代表・2年連続2回目）
- 香川大学（四国代表・4年連続4回目）
- 福岡大学（九州代表・2年連続11回目）

## 試合日程・結果

### 1回戦
| 1982年12月8日 |

| 札幌大学              | 4 - 5 延長 | 福岡大学               |
| 小塚2 , · 古川 · 金平 |            | 宮田2 , · 森 · 小林2 , |

| 駒沢競技場 |

| 1982年12月8日 |

| 法政大学                  | 3 - 0 | 香川大学 |
| 佐野隆 前34分 · 朴 · 水沼 |       |          |

| 駒沢競技場 |

| 1982年12月8日 |

| 岡山大学       | 3 - 2 | 東北大学    |
| 中峯2 , · 竹本 |       | 荒谷 · 杉村 |

| 西が丘サッカー場 |

| 1982年12月8日 |

| 福井工業大学 | 0 - 5 | 愛知学院大学             |
|              |       | 山口2 , · 松元 · 境田2 , |

| 西が丘サッカー場 |

### 準々決勝
| 1982年12月9日 |

| 国士舘大学              | 3 - 2 | 福岡大学 |
| 及川 · 柱谷 (PK) · 佐野 |       |          |

| 駒沢競技場 |

| 1982年12月9日 |

| 法政大学 | 1 - 0 | 大阪体育大学 |
| 立石     |       |              |

| 駒沢競技場 |

| 1982年12月9日 |

| 早稲田大学     | 3 - 1 | 岡山大学 |
| 関塚2 , · 服部 |       | 山本     |

| 西が丘サッカー場 |

| 1982年12月9日 |

| 愛知学院大学 | 0 - 1 | 大阪商業大学 |
|              |       | 小林         |

| 西が丘サッカー場 |

### 準決勝
| 1982年12月10日 |

| 国士舘大学 | 2 - 0 | 法政大学 |
| 柱谷2 ,    |       |          |

| 西が丘サッカー場 |

| 1982年12月10日 |

| 早稲田大学  | 2 - 1 | 大阪商業大学 |
| 関塚 · 神戸 |       | 勝矢         |

| 西が丘サッカー場 |

### 三位決定戦
| 1982年12月11日 |

| 法政大学 | 0 - 1 延長 | 大阪商業大学 |
|          |            | 有田         |

| 西が丘サッカー場 |

### 決勝
| 1982年12月11日 |

| 国士舘大学                                     | 3 - 2 | 早稲田大学         |
| 柱谷 前31分 (pen.) · 及川 前39分 · 柱谷 後20分 |       | 関塚 前16分 · 関塚 |

| 西が丘サッカー場 |

## 最終結果
| 第31回全日本大学サッカー選手権大会 優勝チーム |
| --------------------------------------------- |
| 国士舘大学 初                                 |

## 主な出場選手
- 柱谷幸一（国士舘大学）
- 吉田靖（早稲田大学）
- 関塚隆（早稲田大学）
- 城福浩（早稲田大学）
- 勝矢寿延（大阪商業大学）
- 菅野裕二（大阪商業大学）
- 有田一矢（大阪商業大学）
- 水沼貴史（法政大学）
- 境田雅章（愛知学院大学）